# 메이컨 메이헴
| 메이컨 메이헴   |                                                                 |
| 설립연도        | 2010년                                                          |
| 해체연도        |                                                                 |
| 역사            | 오거스타 리버호크스 (2010년~2013년) 메이컨 메이헴 (2015년~현재) |
| 경기장          | 메이컨 콜리시엄                                                 |
| 연고지          | 조지아주 메이컨                                                 |
| 상징색          | 남색, 빨강, 하양                                                |
| 구단주          | 밥 커즈너                                                       |
| 단장            |                                                                 |
| 감독            | 케빈 커                                                         |
| 정규시즌 우승   | 1 (2012)                                                        |
| 플레이오프 우승 |                                                                 |
| 영구 결번       |                                                                 |

메이컨 메이헴(Macon Mayhem)는 미국 조지아주 메이컨을 연고지로 하는 SPHL 소속 아이스 하키팀이다.

## 역대 홈경기장
| 경기장          | 사용기간    | 수용인원 | 장소            | 비고 |
| --------------- | ----------- | -------- | --------------- | ---- |
| 메이컨 메이헴   |             |          |                 |      |
| 메이컨 콜리시엄 | 2015년~현재 | 7,182명  | 조지아주 메이컨 | 빈칸 |